# 恩格斯 (萨拉托夫州)
恩格斯（羅馬化：Engel's）是俄羅斯薩拉托夫州中部的一個城市，位於伏爾加河東岸，與首府薩拉托夫隔河相望（1965年連接兩市的大橋啟用）。2002年人口193,984人。

## 历史
1747年由烏克蘭人開埠，時稱波克罗夫斯卡亚镇（俄語：Покровская слобода）。葉卡捷琳娜二世年間日耳曼人來居。1914年設市改稱波克罗夫斯克（俄语：Покровск），同时也被当时定居在此地的伏尔加德意志人称为哥萨克城或哥萨克施塔特（德语：Kosakenstadt）。1931年改以科學社會主義創始人之一的弗里德里希·恩格斯命名。1924至1941年時為伏爾加德意志人蘇維埃社會主義自治共和國的首府。